# Путров, Владимир Михайлович
Владимир Михайлович Путров (18 июня 1938 года — 25 октября 2022 года) — советский и российский тренер по биатлону. Заслуженный тренер СССР (1986).

## Биография
Родился 18 июня 1938 года в деревне Сартово Нижнетавдинского района Омской области (ныне в составе Тюменской области).
С 1950 года занимался лыжным спортом, занимал различные призовые места на областном, республиканском и союзном уровне, имел звание мастер спорта СССР.
В 1962 году окончил Курганский государственный педагогический институт. После окончания института работал в Тюмени в системе спортивных организаций на наставнической, организаторской и управляющей работе, до 1978 года являлся заместителем председателя Тюменского областного совета спортивного общества «Динамо».
В 1978 году Путров со своими подопечными, среди которых был Юрий Кашкаров, переехал в Свердловск, где к Зимней Спартакиаде народов СССР был построен современный спортивный комплекс по биатлону. По воспоминаниям Путрова было сложно уговорить родителей Кашкарова уехать в Свердловск: 

Будучи в хороших отношениях с руководителем спортивного общества «Динамо», в июне 1978 года на коллегии я объявил, что нужно пригласить 3-4 спортсмена из числа лыжников и подождать три года. — Критики было получено море, но я сумел настоять на своем. К тому моменту мне уже позвонил главный тренер сборной команды Николай Бондарёв, с которым мы дружили, и рассказал о перспективном молодом рослом парне Юрии Кашкарове, выигравшем областные соревнованиях по лыжным гонкам… Мама Юры Кашкарова, только заметив меня, прямо с порога бросила мне фразу: «Он никуда не поедет! Будет учиться, как и братья!». Пришлось втихую договариваться с его отцом. Я рассказал, что спортом дело не ограничится, а в перспективах после школы-интерната сможем устроить Юру в пожарное училище, которое находится в системе «Динамо». В итоге, благодаря поддержке отца, удалось уговорить и его маму
 В качестве старшего тренера по биатлону Свердловской областной организации спортивного общества «Динамо», Путров воспитал ряд чемпионов и призёров первенств РСФСР, СССР, Мира, Европы и Олимпийских игр, в их числе выдающиеся спортсмены — олимпийские чемпионы: Юрий Кашкаров, Александр Попов, Евгений Редькин и Антон Шипулин.
Умер 25 октября 2022 года в Екатеринбурге. Похоронен на Широкореченском кладбище.

## Известные ученики
- Кашкаров, Юрий Фёдорович (Олимпийский чемпион 1984; 5-ти кратный Чемпион Мира по биатлону);
- Попов, Александр Владимирович (Олимпийский чемпион 1988; 4-х кратный Чемпион Мира; Чемпион Европы 1995);
- Редькин, Евгений Леонидович (Олимпийский чемпион 1992; Чемпион Мира 1992);
- Шипулин, Антон Владимирович (Олимпийский чемпион 2014; 4-х кратный Чемпион Мира)[4][2][3]

## Награды

### Спортивные звания
- Заслуженный тренер СССР;
- Заслуженный тренер РСФСР;
- Мастер спорта СССР;
- почетный знак «За заслуги в развитии физической культуры и спорта»